# Италианска легенда
Италианската легенда  е третата част от житието на Свети Климент I, папа Римски.  Текстът ѝ е издаден за първи път през 1668 г. 
Легендата е съставена на латински език и е творба на монаха Йоан Химонид от 9 век, след което е довършена от Гаудерик Велетрийски и по-късно е преработена от епископ Лъв Остийски през 12 век. На науката е известна именно тази преработка от XII век. В преработката на Лъв Остийски е включена информация за източниците, които е използвал за написването на житието, а именно ранните източници (на монаха Химонид и на Гаудерик), един славянски текст и превода на разказа за намиране на мощите на онзи, който ги намери, т.е. на Константин-Кирил Философ. 
Последният текст се смята че е изгубеното житие на свети Кирил, и понеже Италианската легенда първоначално била създадена до 882 г. (оттук и датирането на самото житие) тя съдържа сведения, които потвърждават онова, което се знае от т.нар. Пространно житие на Константин-Кирил, а именно за знатния произход на Кирил, за хазарската му мисия, за намирането на мощите на Свети Климент I, папа Римски, за отнасянето им в Рим, за смъртта на Константин-Кирил Философ. 
„Италианската легенда“ е може би най-важния латински източник за кирилометодиевистиката.